# 1441

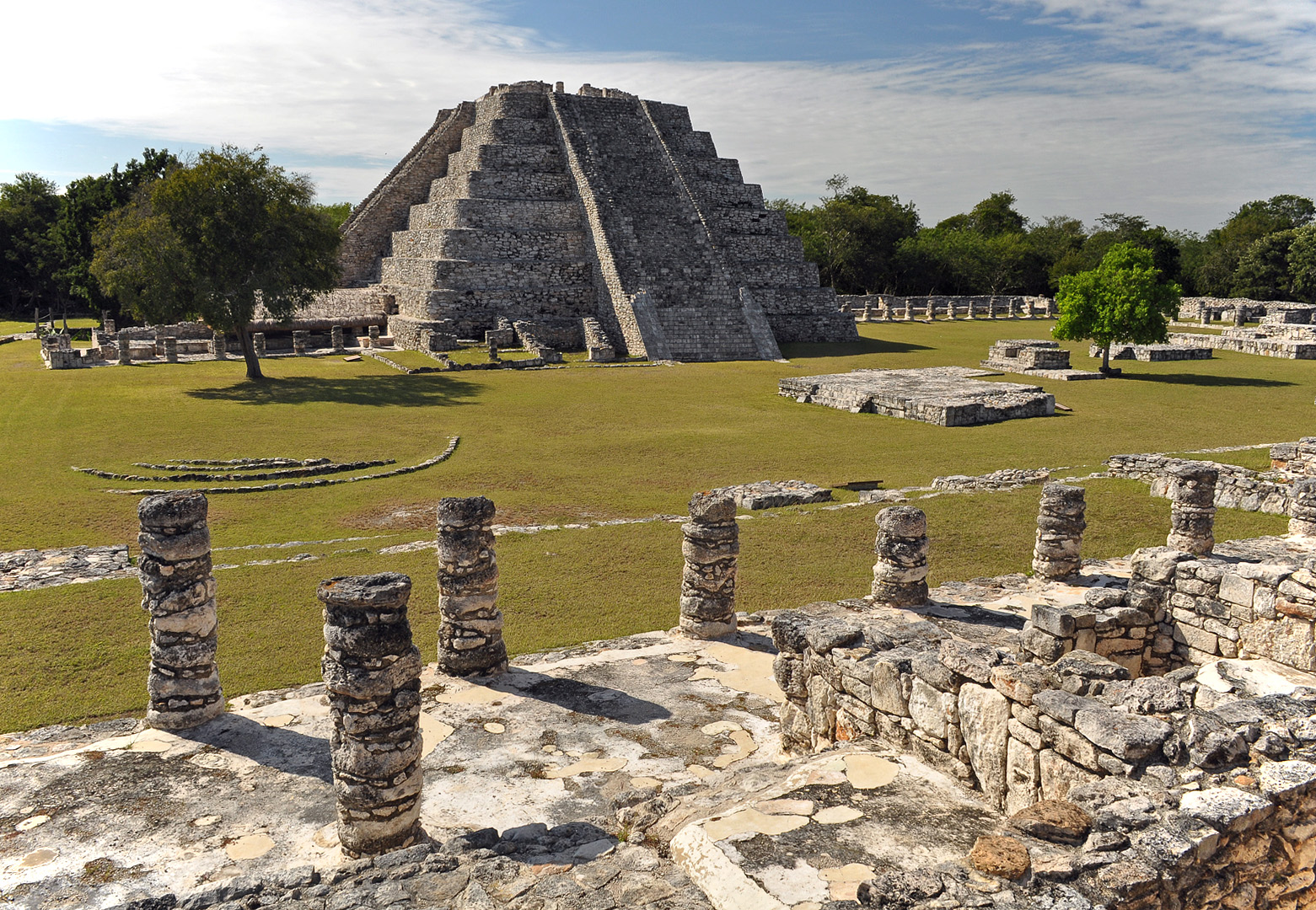
ruïnes van Mayapan

Het jaar 1441 is het 41e jaar in de 15e eeuw volgens de christelijke jaartelling.

## Gebeurtenissen
- 23 april - Het graafschap Württemberg wordt verdeeld in Württemberg-Urach onder Lodewijk I en Württemberg-Stuttgart onder Ulrich V
- augustus - Vrede van Kopenhagen: Einde van de Hollands-Wendische Oorlog. Weliswaar moet Holland schadevergoeding betalen, maar de Hanze moet de Hollandse vaart op de Oostzee gedogen.
- Opstand tegen Mayapan, de hoofdstad van Yucatán, dat wordt vernietigd. Het land van de Maya's valt in kleine stadstaten uiteen.
- Het Kanaat van de Krim wordt onafhankelijk.
- Ulrich I wordt de eerste graaf van Oost-Friesland.
- Nuno Tristão rondt Kaap Blanco en bereikt Arguin.
- In een verkoop van land van de paus aan Florence ontstaat door een fout een klein gebied buiten beide rijken. De inwoners vormen de Republiek Cospaia.
- Kampen en Kaunas treden toe tot de Hanze.
- De Universiteit van Bordeaux wordt gesticht.
- Elisabeth van Görlitz, hertogin van Luxemburg, benoemt Filips de Goede aan als ruwaard.
- King's College, Cambridge wordt opgericht.
- oudst bekende vermelding: Kwalaak, Zeelberg

## Opvolging
- kalief van Caïro - Al-Mu'tadid II opgevolgd door Al-Mustakfi II
- Duitse Orde - Paul Belenzer van Rusdorf opgevolgd door Koenraad VI van Erlichshausen
- ferrara - Niccolò d'Este III opgevolgd door zijn zoon Lionello d'Este
- Lan Xang - Sao Tia Kaphat na een interregnum
- Lüben en Hagenau - Lodewijk III van Oława opgevolgd door zijn zoon Jan I
- Navarra - Blanca I opgevolgd door haar echtgenoot Johan van Aragon
- Oława - Lodewijk III opgevolgd door zijn echtgenote Margaretha van Opole
- Piombino - Jacopo II Appiano opgevolgd door Paola Appiano Colonna
- Baden-Sausenberg - Willem opgevolgd door zijn zoons Rudolf IV en Hugo
- Sicilië (onderkoning) - Gilabert de Centelles y de Cabrera opgevolgd door Raimundo Perellos

## Afbeeldingen

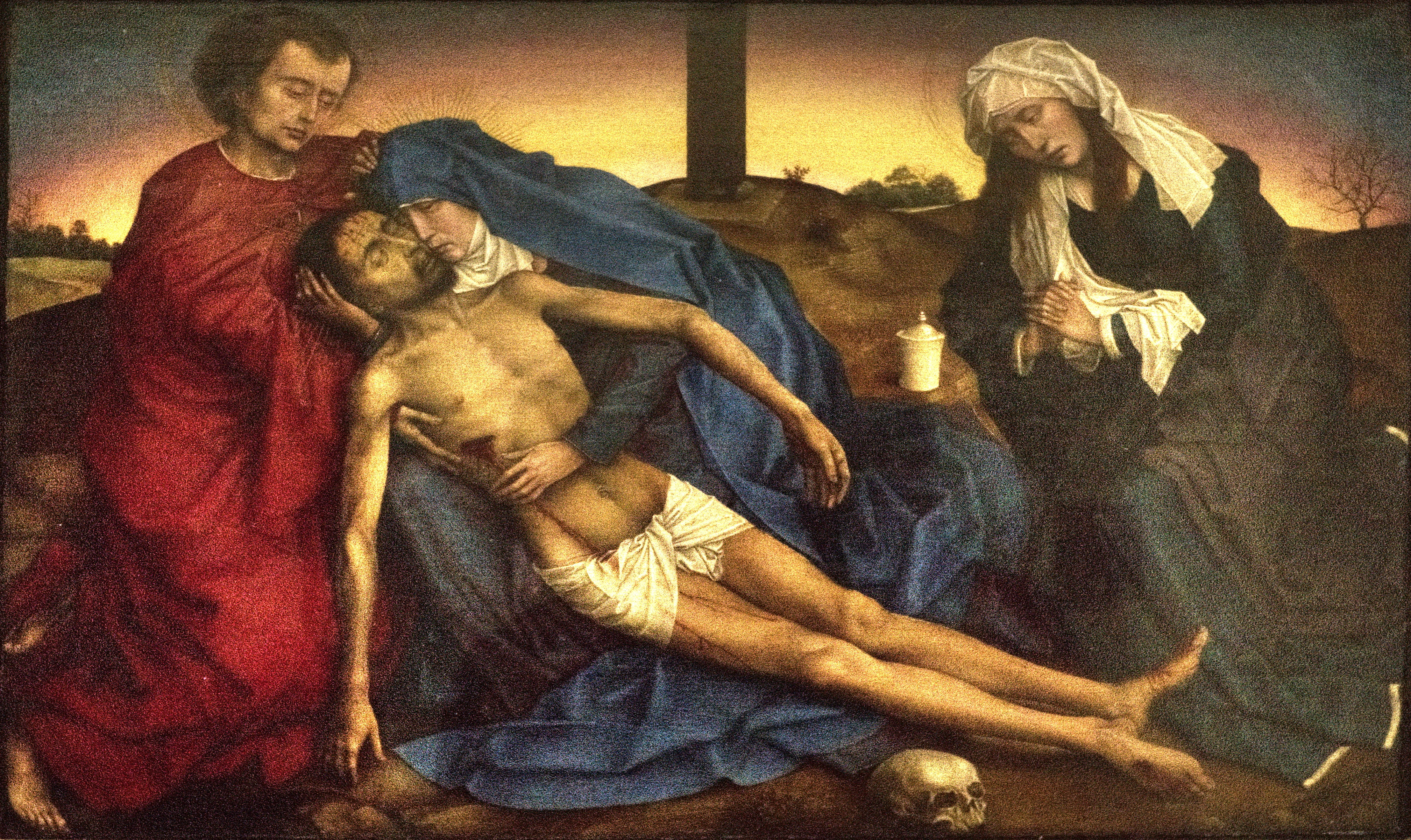
Rogier van der Weyden: De bewening (ca. 1441)

## Bouwkunst

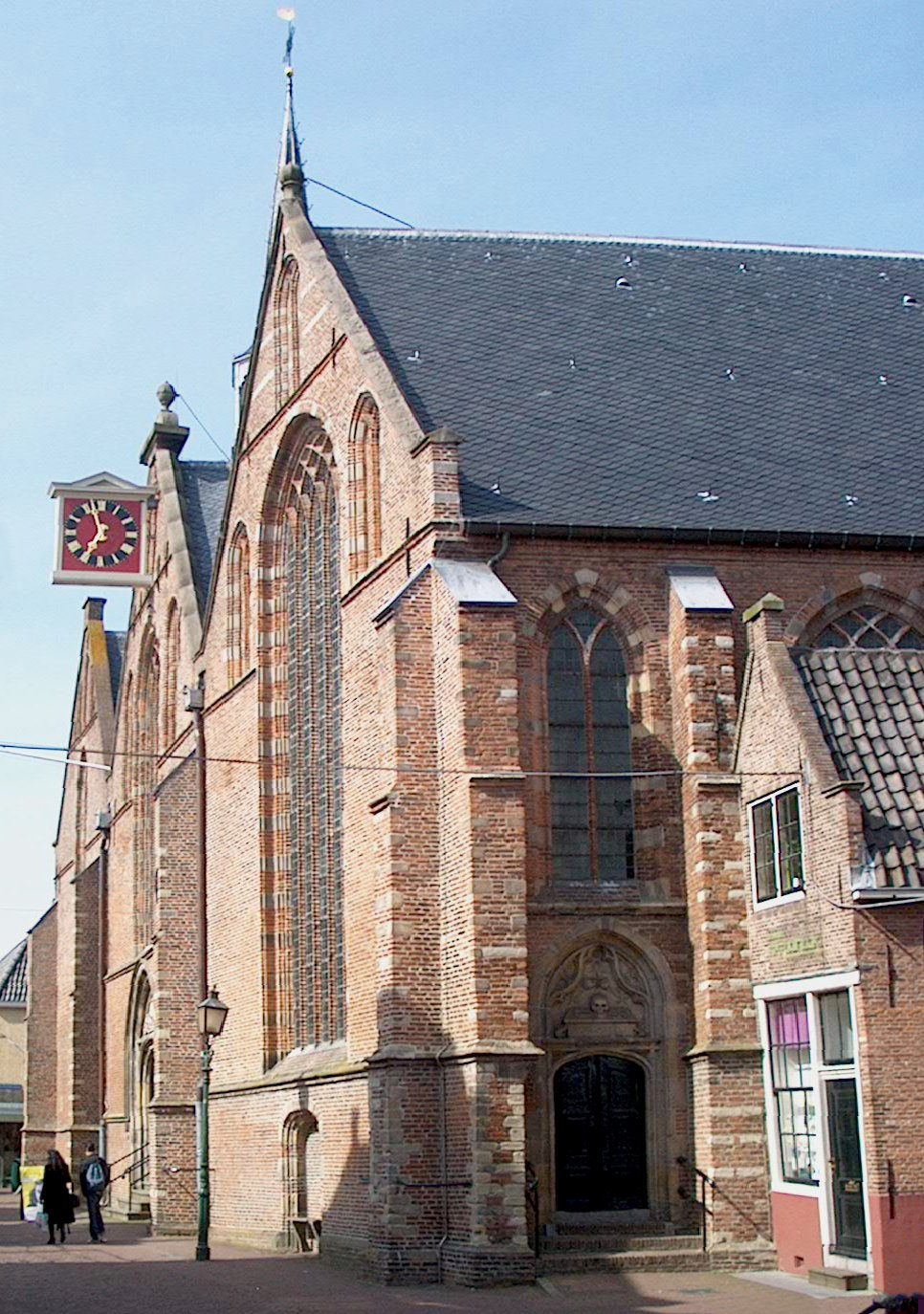
De kapel aan de Noertstraet wordt te klein, de bouw van een stenen kerk begint

## Geboren
- 25 maart - Ernst, keurvorst van Saksen (1464-1486)
- 25 juni - Federico I Gonzaga, markgraaf van Mantua
- 27 juni - Johan III, graaf van Nassau-Weilburg
- 11 november - Charlotte van Savoye, echtgenote van Lodewijk XI
- Francisco de Borja, Spaans kardinaal
- Anna van Nassau-Dillenburg, Duits edelvrouw (jaartal bij benadering)
- Magnus II, hertog van Mecklenburg (jaartal bij benadering)
- Martín Alonso Pinzón, Spaans zeevaarder (jaartal bij benadering)
- Filips Wielant, Vlaams rechtsgeleerde (jaartal bij benadering)

## Overleden
- 5 januari - Jan II van Luxemburg-Ligny (~48), Frans edelman
- 8 maart - Margaretha van Bourgondië (66), echtgenote van Willem VI van Holland
- 1 april - Blanca I (53), koningin van Navarra (1425-1441)
- 6 juni - William Phelip, Engels edelman
- 18 juni - Lodewijk III van Oława, Silezisch edelman
- 9 juli - Jan van Eyck (~51), Vlaams schilder
- 17 december - Bartolomeo di Fruosino, Flortentijns schilder